# Lankao
Lankao är ett härad som lyder under Kaifengs stad på prefekturnivå i Henan-provinsen i norra Kina.